# I.K.U.
I.K.U. (von japanisch iku, Slang für „einen Orgasmus haben“) ist ein japanischer Independentfilm von der taiwanisch-amerikanischen Filmemacherin Shu Lea Cheang. Er wurde als japanischer Science-Fiction-Porno vermarktet.
Der Film hatte im Jahr 2000 am Sundance Film Festival seine Premiere und war der erste pornographische Film, der dort gezeigt wurde. Der Film wurde in Deutschland erstmals am 25. September 2003 im Rahmen des Filmfests in Hamburg gezeigt.

## Handlung
Der Film spielt im Jahr 2030 in einer futuristischen Stadt in Japan. Die Protagonistin ist ein weiblicher Cyborg namens Reiko, der verschiedene Gestalten annehmen kann. Sie und andere Cyborgs, die auch als „I.K.U. Coder“ bezeichnet werden, wurden von der „GENOM Corporation“ dazu gebaut, Orgasmus-Daten zu sammeln und zu speichern, die dann über das Internet vermarktet werden sollen. Ziel ist es, Chips herzustellen, mit denen diese Daten wieder heruntergeladen und abgespielt werden können.
Reiko wird auf ihre erste Mission nach Tokyo geschickt. Sie wird von Dizzy vorbereitet, einem „I.K.U. Runner“, mit dem sie auch das erste Sex-Erlebnis hat. I.K.U. Runner sind Mitarbeiter der „GENOM Corporation“, die die Coder betreuen und für die Speicherung der Daten zuständig sind. Mittels eines speziellen Dildos, das auch die Form einer Pistole hat, können die Daten aus den I.K.U. Codern ausgelesen und gespeichert werden.
Nach mehreren Sex-Erlebnissen endet Reiko in einem Nachtklub und wird dort von einer Konkurrenzfirma mit einem geheimnisvollen Virus angesteckt. Sie wird heruntergefahren und ihre Daten werden gestohlen. Ihre Mission scheint gescheitert zu sein. "Mash", eine ehemalige Coderin der GENOM Corporation hilft ihr sich neuzustarten, indem sie ihr beibringt zu masturbieren. Diese Möglichkeit ist eine geheime Funktion der Replikanten, die es ihnen ermöglicht, durch Selbstbefriedigung Freiheit zu erlangen. Sie kann ihre Mission erfolgreich abschließen, indem sie neue Orgasmus-Daten abspeichert.
Die DVD-Version des Films hat zwei Enden. Beim ersten Ende flüchtet Reiko mit dem I.K.U. Runner Dizzy aus der Stadt. Das zweite Ende zeigt, wie der Drogendealer Akira mit Dizzy durchbrennt.

## Hintergründe und Produktion
I.K.U. ist der zweite Spielfilm der Künstlerin Shu Lea Cheang. Sie ist im Bereich der Medienkunst bereits bekannt und einige ihrer Arbeiten waren in bekannten Ausstellungen zu sehen.
Für die Produktion, mit relativ kleinem Budget, war Takashi Asai zuständig. I.K.U. wurde vollständig in Digitaltechnik gedreht und produziert.
Im Film wird sowohl Japanisch als auch Englisch gesprochen und ohne Zusatzinformationen, die zum Beispiel auf der Website veröffentlicht wurden, ist die Erzählung schwer zu verstehen. Das liegt aber auch daran, dass der Film eigentlich keine gewöhnliche Erzählstruktur hat, sondern sich verschiedener Elemente aus digitalen Medien bedient. So erinnern zum Beispiel die Übergänge von einer Szene zur nächsten stark an die Ästhetik der Computerspiele. Der Film kann auch dem Cyberpunk Genre zugeordnet werden.
I.K.U. zeigt fließende Übergange zwischen Maschinen und Menschen, Weiblichkeit und Männlichkeit, Realität und Phantasie, Öffentlichkeit und Privatheit, Autonomie und Abhängigkeit. Die Cyborgs sind einem Selbsterkennungsprozess unterworfen. Das geschieht zum Beispiel, indem Reiku zu masturbieren lernt, sich neustartet und sich so Autonomie verschafft. Reiku hat zwar einen freien Willen, aber ihr Leben ist vollkommen ihrer Mission untergeordnet. Sie muss als Sexarbeiterin Orgasmus-Daten kodieren und steht ununterbrochen unter Beobachtung durch die GENOM Corporation. Sie ist nicht fähig sexuelle Lust zu empfinden, sondern ist auf die Lust ihres jeweiligen Partners angewiesen. Auch das Geschlecht wird nicht einer eindeutigen Zuordnung unterworfen. So wird zum Beispiel Dizzy, der I.K.U Runner, anfangs als männliche Figur dargestellt, später aber eindeutig mit weiblichen Geschlechtsmerkmalen gezeigt.

## Website
Die Website zum Film ist ein Teil der Fiktion und ist stark in das Konzept des Films eingebunden. Im Abspann des Films wird ausdrücklich auf die Website verwiesen, die sich als Firmenwebsite der fiktiven GENOM Corporation erweist. Der Film wird auf der Website als Werbung für die neuen I.K.U. Chips dargestellt. Es gibt einen News-Bereich, Jobs als „I.K.U. Runner“ werden angeboten und neue Produkte vorgestellt. Die Website bietet zusätzliche Informationen zu Aspekten des Films und erweitert so die Erzählung.